# جیرجیرک چمنی لاغر
جیرجیرک چمنی لاغر (نام علمی: Conocephalus fasciatus) نام یک گونه از زیرخانواده جیرجیرک‌های سرقیفی است.